# Équipe de Tunisie de football à la Coupe du monde 2018
Cet article relate le parcours de l’équipe de Tunisie de football lors de la Coupe du monde 2018 organisée en Russie du 14 juin au 15 juillet 2018. C'est la cinquième participation du pays dans la compétition.

## Préparation de l'événement

### Contexte
L'équipe de Tunisie entre en lice pour les qualifications de la Coupe du monde 2018 en novembre 2015, avec comme objectif de se qualifier après avoir manqué deux éditions.

### Qualification
La Tunisie entre dans les éliminatoires du deuxième tour directement sous la direction de l'entraîneur polonais Henryk Kasperczak, qui avait terminé troisième de la Coupe du monde 1974 en tant que joueur. L'équipe joue deux matchs aller-retour contre la Mauritanie. Les deux matchs sont disputés les 13 et 17 novembre 2015 et la Tunisie les remporte sur le même score (2-1). L'équipe se qualifie pour le troisième et dernier tour. Le 27 avril 2017, Nabil Maâloul revient en tant que sélectionneur malgré la désapprobation des supporters tunisiens à la suite de l'échec des éliminatoires de la Coupe du monde 2014. Au troisième tour, l'équipe nationale tunisienne joue dans le groupe A.
Au cours des six matchs qui en résultent, l'équipe tunisienne en remporte quatre et fait deux fois match nul la RD Congo (victoire 2-1 et nul 2-2), la Guinée (victoires 2-0 et 4-1) et la Libye (victoire 1-0 et nul 0-0). Les Tunisiens marquent au moins un but dans tous les matchs sauf le dernier, mais seulement deux en première mi-temps. Cependant, les Tunisiens ne se qualifient comme vainqueurs de groupe que lors de la dernière journée après un match nul et vierge lors de leur match à domicile contre la Libye. En cas de défaite, la République démocratique du Congo aurait pris les devants à la différence de buts.
Un total de 35 joueurs sont utilisés ; quinze d'entre eux figuraient également dans l'équipe pour la Coupe d'Afrique des nations 2017, que la Tunisie a perdu en quarts de finale. Seuls Ali Maaloul et le gardien Aymen Mathlouthi ont participé aux huit matchs, Mathlouthi étant remplacé par Rami Jridi après 27 minutes lors du deuxième match contre la Mauritanie, lors de sa seule apparition. Un an plus tard, à l'entame du second tour, Mathlouthi reprend le capitanat à Yassine Chikhaoui. Youssef Msakni est le meilleur buteur avec trois buts, tous marqués lors de la victoire (4-1) contre la Guinée. Au total, douze joueurs contribuent à au moins un but, plus un but contre son camp par un joueur de la RD Congo.

#### Deuxième tour
L'équipe entraînée par Henryk Kasperczak débute les éliminatoires du mondial à partir du deuxième tour. Les coéquipiers de Aymen Mathlouthi doivent affronter la Mauritanie dans un match aller-retour. La première manche se tient à Nouakchott, les Aigles de Carthage s'imposant sur le score de 2-1. Une semaine plus tard, ils s'imposent sur le même score à Radès et les Tunisiens se qualifient pour le dernier tour.
| 1er match              | Mauritanie  | 1 - 2   | Tunisie                    | Stade olympique de Nouakchott, Nouakchott          |                                                    |
| 13 novembre 2015 17:00 | N'Diaye 22e | (1 - 0) | Khazri 62e · Chikhaoui 69e | Spectateurs : 9 000 Arbitrage : Eric Otogo-Castane | Spectateurs : 9 000 Arbitrage : Eric Otogo-Castane |
| 13 novembre 2015 17:00 | Rapport     |         |                            | Spectateurs : 9 000 Arbitrage : Eric Otogo-Castane | Spectateurs : 9 000 Arbitrage : Eric Otogo-Castane |

| 2e match               | Tunisie                     | 2 - 1   | Mauritanie    | Stade olympique de Radès, Radès             |                                             |
| 17 novembre 2015 18:00 | Ben Youssef 51e · Bguir 83e | (0 - 0) | El Khalil 71e | Spectateurs : 3 000 Arbitrage : Batte Denis | Spectateurs : 3 000 Arbitrage : Batte Denis |
| 17 novembre 2015 18:00 | Rapport                     |         |               | Spectateurs : 3 000 Arbitrage : Batte Denis | Spectateurs : 3 000 Arbitrage : Batte Denis |

#### Troisième tour
À la suite du tirage au sort, la Tunisie hérite du groupe A composé de la Libye, de la République démocratique du Congo et de la Guinée.
| Rang | Équipe   | Pts | J | G | N | P | Bp | Bc | Diff |  | Résultats (▼ dom., ► ext.) |     |     |     |     |
| ---- | -------- | --- | - | - | - | - | -- | -- | ---- |  | -------------------------- | --- | --- | --- | --- |
| 1    | Tunisie  | 14  | 6 | 4 | 2 | 0 | 11 | 4  | +7   |  | Tunisie                    |     | 2-1 | 0-0 | 2-0 |
| 2    | RD Congo | 13  | 6 | 4 | 1 | 1 | 14 | 7  | +7   |  | RD Congo                   | 2-2 |     | 4-0 | 3-1 |
| 3    | Libye    | 4   | 6 | 1 | 1 | 4 | 4  | 10 | -6   |  | Libye                      | 0-1 | 1-2 |     | 1-0 |
| 4    | Guinée   | 3   | 6 | 1 | 0 | 5 | 6  | 14 | -8   |  | Guinée                     | 1-4 | 1-2 | 3-2 |     |

| 1er match                  | Tunisie                        | 2 - 0   | Guinée |                                                                                         |                                                                                         |
| 9 octobre 2016 18:00 UTC+1 | Abdennour 58e · Ben-Hatira 80e | (0 - 0) |        | Stade Mustapha-Ben-Jannet, Monastir Spectateurs : 25 000 Arbitrage : Thierry Nkurunziza | Stade Mustapha-Ben-Jannet, Monastir Spectateurs : 25 000 Arbitrage : Thierry Nkurunziza |
| 9 octobre 2016 18:00 UTC+1 | Rapport (FIFA) Rapport (CAF)   |         |        | Stade Mustapha-Ben-Jannet, Monastir Spectateurs : 25 000 Arbitrage : Thierry Nkurunziza | Stade Mustapha-Ben-Jannet, Monastir Spectateurs : 25 000 Arbitrage : Thierry Nkurunziza |

| 2e match                     | Libye                        | 0 - 1   | Tunisie           |                                                                        |                                                                        |
| 11 novembre 2016 20:00 UTC+1 |                              | (0 - 0) | 58e (pen.) Khazri | Stade Omar-Hamadi, Alger Spectateurs : 5 600 Arbitrage : Davies Omweno | Stade Omar-Hamadi, Alger Spectateurs : 5 600 Arbitrage : Davies Omweno |
| 11 novembre 2016 20:00 UTC+1 | Rapport (FIFA) Rapport (CAF) |         |                   | Stade Omar-Hamadi, Alger Spectateurs : 5 600 Arbitrage : Davies Omweno | Stade Omar-Hamadi, Alger Spectateurs : 5 600 Arbitrage : Davies Omweno |

| 3e match                 | Tunisie                          | 2 - 1   | RD Congo    |                                                                                     |                                                                                     |
| 1er septembre 2017 21:00 | Meriah 17e (pen.) · Chaalali 47e | (1 - 1) | 43e Bakambu | Stade olympique de Radès, Radès Spectateurs : 55 000 Arbitrage : Eric Otogo-Castane | Stade olympique de Radès, Radès Spectateurs : 55 000 Arbitrage : Eric Otogo-Castane |
| 1er septembre 2017 21:00 | Rapport (FIFA) Rapport (CAF)     |         |             | Stade olympique de Radès, Radès Spectateurs : 55 000 Arbitrage : Eric Otogo-Castane | Stade olympique de Radès, Radès Spectateurs : 55 000 Arbitrage : Eric Otogo-Castane |

| 4e match               | RD Congo                     | 2 - 2   | Tunisie                  |                                                  |                                                  |
| 5 septembre 2017 18:30 | Mbemba 10e · M'Poku 48e      | (1 - 0) | 77e Ben Amor · 79e Badri | Stade des Martyrs, Kinshasa Spectateurs : 85 000 | Stade des Martyrs, Kinshasa Spectateurs : 85 000 |
| 5 septembre 2017 18:30 | Rapport (FIFA) Rapport (CAF) |         |                          | Stade des Martyrs, Kinshasa Spectateurs : 85 000 | Stade des Martyrs, Kinshasa Spectateurs : 85 000 |

| 5e match             | Guinée    | 1 - 4   | Tunisie                           |                                                     |                                                     |
| 7 octobre 2017 17:00 | Keïta 35e | (1 - 1) | 45e 74e 90e Msakni · 83e Ben Amor | Stade du 28-Septembre, Conakry Spectateurs : 20 000 | Stade du 28-Septembre, Conakry Spectateurs : 20 000 |
| 7 octobre 2017 17:00 | Rapport   |         |                                   | Stade du 28-Septembre, Conakry Spectateurs : 20 000 | Stade du 28-Septembre, Conakry Spectateurs : 20 000 |

| 6e match               | Tunisie | 0 - 0   | Libye |                                                      |                                                      |
| 11 novembre 2017 18:30 |         | (0 - 0) |       | Stade olympique de Radès, Radès Spectateurs : 60 000 | Stade olympique de Radès, Radès Spectateurs : 60 000 |

### Statistiques
| MJ | Joueurs |
| -- | --- |
| 8  | Aymen Mathlouthi, Ali Maaloul |
| 6  | Taha Yassine Khenissi, Wahbi Khazri, Mohamed Amine Ben Amor, Ferjani Sassi                                                                                             |
| 5  | Fakhreddine Ben Youssef, Yassine Meriah, Hamdi Nagguez, Syam Ben Youssef                                                                                               |
| 4  | Youssef Msakni, Ghailene Chaalali, Anice Badri |
| 3  | Naïm Sliti, Rami Bedoui, Yoann Touzghar, Karim Aouadhi |
| 2  | Aymen Abdennour, Chamseddine Dhaouadi, Bilel Mohsni, Hamdi Harbaoui, Änis Ben-Hatira, Saad Bguir, Ammar Jemal, Yassine Chikhaoui, Hamza Mathlouthi, Mohamed Ali Moncer |
| 1  | Oussama Haddadi, Hamza Lahmar, Abdelkader Oueslati, Ahmed Akaichi, Zied Derbali, Rami Jridi, Issam Ben Khemis, Aymen Trabelsi                                          |

| Buts | Joueurs |
| ---- | --- |
| 3    | Youssef Msakni |
| 2    | Wahbi Khazri |
| 1    | Mohamed Amine Ben Amor, Yassine Meriah, Ghailene Chaalali, Anice Badri, Änis Ben-Hatira, Aymen Abdennour, Yassine Chikhaoui, Saad Bguir, Syam Ben Youssef |

## Préparation
Le tirage au sort de la phase finale de la coupe du monde 2018 a lieu le 1er décembre 2017 au Kremlin à Moscou.

### Matchs de préparation
| Match amical       | Tunisie             | 1 - 0 | Iran |                                           |                                           |
| 23 mars 2018 19:15 | Mohammadi 71e (csc) | (0-0) |      | Stade olympique de Radès, Radès (Tunisie) | Stade olympique de Radès, Radès (Tunisie) |

| Match amical       | Tunisie    | 1 - 0   | Costa Rica |                                |                                |
| 27 mars 2018 20:00 | Khazri 36e | (1 - 0) |            | Allianz Riviera, Nice (France) | Allianz Riviera, Nice (France) |

| Match amical      | Portugal              | 2 - 2   | Tunisie                     |                                                                                        |                                                                                        |
| 28 mai 2018 19:45 | Silva 22e · Mário 34e | (2 - 1) | 39e Badri · 64e Ben Youssef | Stade municipal de Braga, Braga (Portugal) Spectateurs : 17 220 Arbitrage : Luca Banti | Stade municipal de Braga, Braga (Portugal) Spectateurs : 17 220 Arbitrage : Luca Banti |

| Match amical        | Tunisie               | 2 - 2   | Turquie                        |                                                                               |                                                                               |
| 1er juin 2018 20:15 | Badri 56e · Sassi 79e | (0 - 0) | 54e (pen.) Tosun · 90e Söyüncü | Stade de Genève, Genève (Suisse) Spectateurs : 12 000 Arbitrage : Alain Bieri | Stade de Genève, Genève (Suisse) Spectateurs : 12 000 Arbitrage : Alain Bieri |

| Match amical             | Espagne   | 1 - 0   | Tunisie |                                                                                     |                                                                                     |
| 9 juin 2018 À déterminer | Aspas 84e | (0 - 0) |         | Stade FK Krasnodar, Krasnodar (Russie) Spectateurs : 33 116 Arbitrage : Bas Nijhuis | Stade FK Krasnodar, Krasnodar (Russie) Spectateurs : 33 116 Arbitrage : Bas Nijhuis |

## Équipe

### Effectif
L'effectif de la Tunisie est connu le 2 juin 2018.
| Numéro / Nom       | Numéro / Nom            | Club                        | Date de naissance et âge*  | J.              | Buts            |                 |                 |                 |
| Gardiens de but    | Gardiens de but         | Gardiens de but             | Gardiens de but            | Gardiens de but | Gardiens de but | Gardiens de but | Gardiens de but | Gardiens de but |
| ------------------ | ----------------------- | --------------------------- | -------------------------- | --------------- | --------------- | --------------- | --------------- | --------------- |
| 01                 | Farouk Ben Mustapha     | Al-Shabab                   | 1er juillet 1989 (28 ans)  | 2               | 0               | 0               | 0               | 0               |
| 16                 | Aymen Mathlouthi        | Al-Batin                    | 14 septembre 1984 (33 ans) | 1               | 0               | 0               | 0               | 0               |
| 22                 | Mouez Hassen            | LB Châteauroux              | 5 mars 1995 (23 ans)       | 1               | 0               | 0               | 0               | 0               |
| Défenseurs         |                         |                             |                            |                 |                 |                 |                 |                 |
| 02                 | Syam Ben Youssef        | Kasımpaşa SK                | 31 mars 1989 (29 ans)      | 2               | 0               | 0               | 0               | 0               |
| 03                 | Yohan Benalouane        | Leicester City              | 28 mars 1987 (31 ans)      | 1               | 0               | 0               | 0               | 0               |
| 04                 | Yassine Meriah          | Club sportif sfaxien        | 2 juillet 1993 (24 ans)    | 3               | 0               | 0               | 0               | 0               |
| 05                 | Oussama Haddadi         | Dijon FCO                   | 28 janvier 1992 (26 ans)   | 1               | 0               | 0               | 0               | 0               |
| 06                 | Rami Bedoui             | Étoile sportive du Sahel    | 19 janvier 1990 (28 ans)   | 1               | 0               | 0               | 0               | 0               |
| 11                 | Dylan Bronn             | La Gantoise                 | 19 juin 1995 (22 ans)      | 2               | 1               | 0               | 0               | 0               |
| 12                 | Ali Maaloul             | Al Ahly SC                  | 1er janvier 1990 (28 ans)  | 2               | 0               | 0               | 0               | 0               |
| 21                 | Hamdi Nagguez           | Zamalek SC                  | 28 octobre 1992 (25 ans)   | 2               | 0               | 0               | 0               | 0               |
| Milieux de terrain |                         |                             |                            |                 |                 |                 |                 |                 |
| 07                 | Saîf-Eddine Khaoui      | ES Troyes AC                | 27 avril 1995 (23 ans)     | 1               | 0               | 0               | 0               | 0               |
| 10                 | Wahbi Khazri            | Stade rennais               | 8 février 1991 (27 ans)    | 3               | 2               | 0               | 0               | 0               |
| 13                 | Ferjani Sassi           | Al-Nassr                    | 18 mars 1992 (26 ans)      | 3               | 1               | 2               | 0               | 0               |
| 14                 | Mohamed Amine Ben Amor  | Al-Ahli SC                  | 3 mai 1992 (23 ans)        | 1               | 0               | 0               | 0               | 0               |
| 15                 | Ahmed Khalil            | Club africain               | 21 décembre 1994 (23 ans)  | 1               | 0               | 0               | 0               | 0               |
| 17                 | Ellyes Skhiri           | Montpellier HSC             | 10 mai 1995 (23 ans)       | 3               | 0               | 0               | 0               | 0               |
| 20                 | Ghailene Chaalali       | Espérance sportive de Tunis | 28 février 1994 (24 ans)   | 1               | 0               | 1               | 0               | 0               |
| Attaquants         |                         |                             |                            |                 |                 |                 |                 |                 |
| 08                 | Fakhreddine Ben Youssef | Ettifaq FC                  | 21 juin 1991 (26 ans)      | 3               | 1               | 0               | 0               | 0               |
| 09                 | Anice Badri             | Espérance sportive de Tunis | 18 septembre 1990 (27 ans) | 3               | 0               | 1               | 0               | 0               |
| 18                 | Bassem Srarfi           | OGC Nice                    | 25 juin 1997 (20 ans)      | 1               | 0               | 0               | 0               | 0               |
| 19                 | Saber Khalifa           | Club africain               | 14 octobre 1986 (31 ans)   | 1               | 0               | 0               | 0               | 0               |
| 23                 | Naïm Sliti              | Dijon FCO                   | 27 juillet 1992 (25 ans)   | 3               | 0               | 0               | 0               | 0               |
| Sélectionneur      |                         |                             |                            |                 |                 |                 |                 |                 |
|                    | Nabil Maâloul           |                             | 25 décembre 1962 (55 ans)  |                 |                 |                 |                 |                 |

* NB : Les âges sont calculés au début de la Coupe du monde 2018, le 14 juin 2018.
Six joueurs sont retirés de l'équipe qui a disputé les deux rencontres de préparation.
| Numéro / Nom       | Numéro / Nom      | Équipe             | Sél. (but)      | Date de naissance         | J.              |                 |                 |                 |                 |
| Gardiens de but    | Gardiens de but   | Gardiens de but    | Gardiens de but | Gardiens de but           | Gardiens de but | Gardiens de but | Gardiens de but | Gardiens de but | Gardiens de but |
| ------------------ | ----------------- | ------------------ | --------------- | ------------------------- | --------------- | --------------- | --------------- | --------------- | --------------- |
|                    | Moez Ben Cherifia | Espérance de Tunis | 17 (0)          | 24 juin 1991 (26 ans)     |                 |                 |                 |                 |                 |
| Défenseurs         |                   |                    |                 |                           |                 |                 |                 |                 |                 |
|                    | Bilel Mohsni      | Dundee United      | 7 (0)           | 21 juillet 1987 (30 ans)  |                 |                 |                 |                 |                 |
|                    | Khalil Chemmam    | Espérance de Tunis | 26 (0)          | 24 juillet 1987 (30 ans)  |                 |                 |                 |                 |                 |
| Milieux de terrain |                   |                    |                 |                           |                 |                 |                 |                 |                 |
|                    | Karim Laribi      | AC Cesena          | 3 (0)           | 20 juillet 1991 (26 ans)  |                 |                 |                 |                 |                 |
|                    | Mohamed Larbi     | Tours FC           | 4 (0)           | 2 septembre 1987 (30 ans) |                 |                 |                 |                 |                 |
| Attaquants         |                   |                    |                 |                           |                 |                 |                 |                 |                 |
|                    | Ahmed Akaichi     | Ittihad FC         | 27 (9)          | 23 février 1989 (29 ans)  |                 |                 |                 |                 |                 |

 = capitaine --  
Deux joueurs sont retirés de l'équipe à cause de graves blessures,.
| Numéro / Nom | Numéro / Nom          | Équipe             | Sél. (but) | Date de naissance        | J.         |            |            |            |            |
| Attaquants   | Attaquants            | Attaquants         | Attaquants | Attaquants               | Attaquants | Attaquants | Attaquants | Attaquants | Attaquants |
| ------------ | --------------------- | ------------------ | ---------- | ------------------------ | ---------- | ---------- | ---------- | ---------- | ---------- |
|              | Youssef Msakni        | Al-Duhail SC       | 46 (9)     | 28 octobre 1990 (27 ans) |            |            |            |            |            |
|              | Taha Yassine Khenissi | Espérance de Tunis | 26 (7)     | 6 janvier 1990 (26 ans)  |            |            |            |            |            |

 = capitaine --  

### Maillot
Le maillot de l'équipe est fourni par l'équipementier Uhlsport.
| Couleurs | Blanc et rouge |                |
| Marque   | Uhlsport       |                |
| Domicile | Extérieur      | Gardien de but |

## Compétition
Premier tour - Groupe G
|   | Équipe     | Pts | J | G | N | P | Bp | Bc | Diff |
| 1 | Belgique   | 9   | 3 | 3 | 0 | 0 | 9  | 2  | +7   |
| 2 | Angleterre | 6   | 2 | 2 | 0 | 1 | 8  | 3  | +5   |
| 3 | Tunisie    | 3   | 3 | 1 | 0 | 2 | 5  | 8  | -3   |
| 4 | Panama     | 0   | 3 | 0 | 0 | 3 | 2  | 11 | -9   |

| 13 | 18 juin 2018 | Belgique   | 3 - 0 | Panama     |
| 14 | 18 juin 2018 | Tunisie    | 1 - 2 | Angleterre |
| 29 | 23 juin 2018 | Belgique   | 5 - 2 | Tunisie    |
| 30 | 24 juin 2018 | Angleterre | 6 - 1 | Panama     |
| 45 | 28 juin 2018 | Angleterre | 0 - 1 | Belgique   |
| 46 | 28 juin 2018 | Panama     | 1 - 2 | Tunisie    |

### Tunisie - Angleterre
Le premier match contre l'Angleterre se conclut par une victoire de cette dernière (2-1). L'Angleterre marque à la 11e minute lorsque Mouez Hassen arrête une tête de John Stones sur un corner de la gauche, mais ne peut pas sauver un suivi de Harry Kane à bout portant. Hassen est remplacé quatre minutes plus tard par Farouk Ben Mustapha en raison d'une blessure plus tôt dans le match, après une collision avec Jesse Lingard. Lingard frappe ensuite une volée du centre d'Ashley Young au deuxième poteau. Après dix minutes, Ferjani Sassi égalise sur penalty après que Kyle Walker ait été pénalisé d'un coup de coude sur Fakhreddine Ben Youssef. Kane fait appel à un penalty dans les cinq minutes qui suivent la reprise alors qu'il a été apparemment gêné par une paire de joueurs tunisiens dans un corner. Dans le temps additionnel, Harry Maguire décoche un corner de Kieran Trippier de la droite dans le chemin de Kane, qui le dirige à l'intérieur du but après avoir été laissé libre au deuxième poteau.
| Match 14                                                 | Tunisie                  | 1 - 2   | Angleterre                                         | Volgograd Arena, Volgograd                     |                                                |
| 18 juin 2018 · 21:00 (UTC+3) · Historique des rencontres | Ferjani Sassi 35e (pen.) | (1 - 1) | 11e Harry Kane · 90+1e Harry Kane (Harry Maguire ) | Spectateurs : 41 064 Arbitrage : Wilmar Roldán | Spectateurs : 41 064 Arbitrage : Wilmar Roldán |
| 18 juin 2018 · 21:00 (UTC+3) · Historique des rencontres | Rapport                  |         |                                                    | Spectateurs : 41 064 Arbitrage : Wilmar Roldán | Spectateurs : 41 064 Arbitrage : Wilmar Roldán |

| Tunisie | Angleterre |

| TUNISIE :       |    |                         |  |     |
|                 |    |                         |  |     |
| Gardien de but  | 22 | Mouez Hassen            |  | 16e |
|                 | 11 | Dylan Bronn             |  |     |
|                 | 02 | Syam Ben Youssef        |  |     |
|                 | 04 | Yassine Meriah          |  |     |
|                 | 12 | Ali Maaloul             |  |     |
|                 | 13 | Ferjani Sassi           |  |     |
|                 | 17 | Ellyes Skhiri           |  |     |
|                 | 09 | Anice Badri             |  |     |
|                 | 08 | Fakhreddine Ben Youssef |  |     |
|                 | 10 | Wahbi Khazri            |  | 85e |
|                 | 23 | Naïm Sliti              |  | 74e |
| Remplaçants :   |    |                         |  |     |
| Gardien de but  | 01 | Farouk Ben Mustapha     |  | 16e |
|                 | 14 | Mohamed Amine Ben Amor  |  | 74e |
|                 | 19 | Saber Khalifa           |  | 85e |
| Sélectionneur : |    |                         |  |     |
| Nabil Maâloul   |    |                         |  |     |

| ANGLETERRE :     |    |                    |     |       |
|                  |    |                    |     |       |
| Gardien de but   | 01 | Jordan Pickford    |     |       |
|                  | 02 | Kyle Walker        | 33e |       |
|                  | 05 | John Stones        |     |       |
|                  | 06 | Harry Maguire      |     |       |
|                  | 08 | Jordan Henderson   |     |       |
|                  | 20 | Dele Alli          |     | 80e   |
|                  | 07 | Jesse Lingard      |     | 90+3e |
|                  | 12 | Kieran Trippier    |     |       |
|                  | 18 | Ashley Young       |     |       |
|                  | 10 | Raheem Sterling    |     | 68e   |
|                  | 09 | Harry Kane         |     |       |
| Remplaçants :    |    |                    |     |       |
|                  | 19 | Marcus Rashford    |     | 68e   |
|                  | 21 | Ruben Loftus-Cheek |     | 80e   |
|                  | 04 | Eric Dier          |     | 90+3e |
| Sélectionneur :  |    |                    |     |       |
| Gareth Southgate |    |                    |     |       |

| Assistants : Alexander Guzmán Cristian de la Cruz Quatrième arbitre : Ricardo Montero Cinquième arbitre : Hiroshi Yamauchi Arbitre vidéo : Sandro Ricci Assistants arbitre vidéo : Gery Vargas Emerson de Carvalho Tiago Martins Homme du match : Harry Kane |

### Belgique - Tunisie

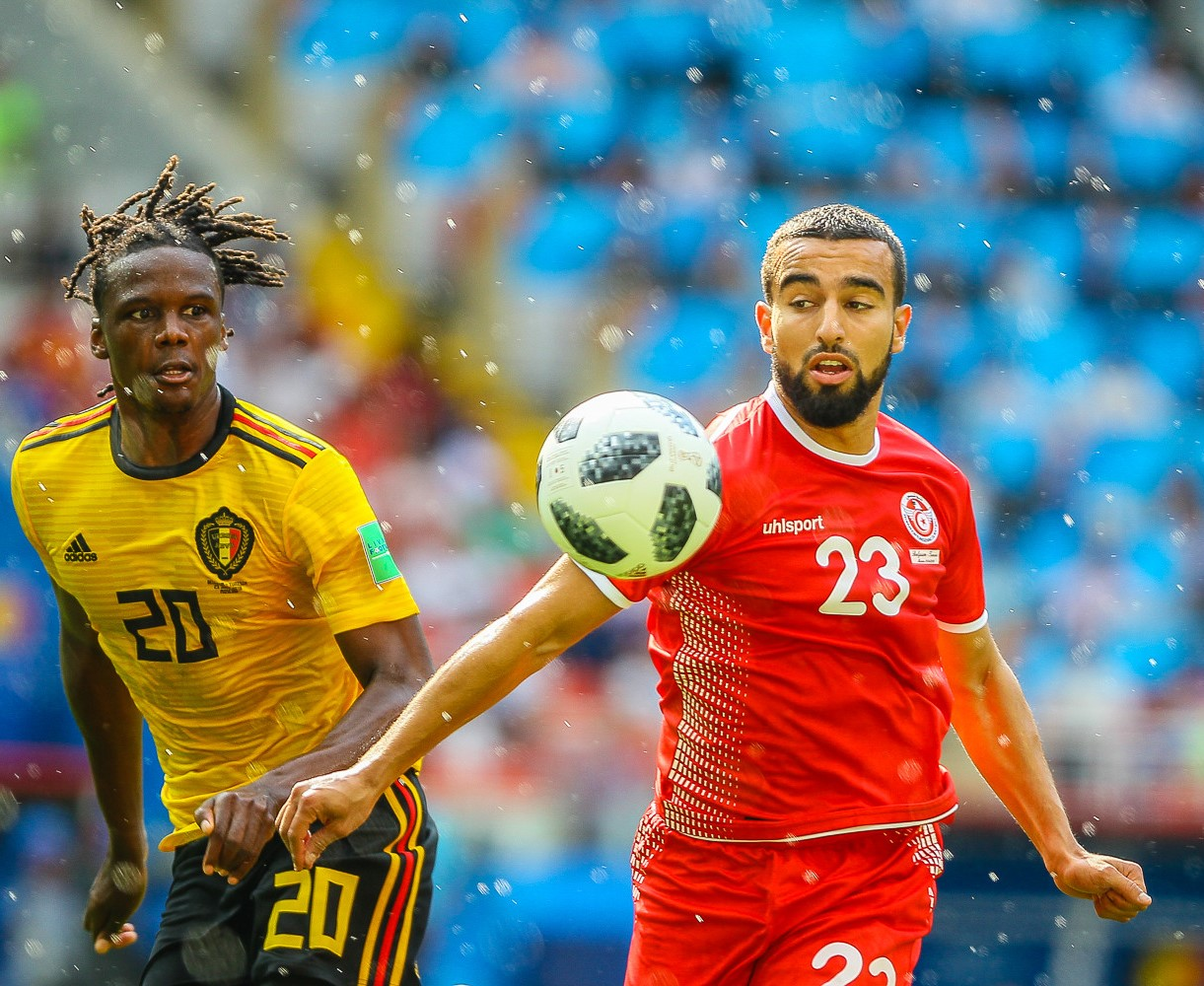
Naïm Sliti et Dedryck Boyata lors du match entre la Tunisie et la Belgique.

Le deuxième match contre la Belgique se termine par une défaite tunisienne (2-5). À peine dix minutes après le début du match, le défi tardif de Syam Ben Youssef sur Eden Hazard est jugé, avec l'utilisation de l'assistance vidéo, juste à l'intérieur de la surface et il intervient pour marquer le penalty dans le coin inférieur gauche. Dix minutes plus tard, Dries Mertens prend possession de la balle juste à l'intérieur de la moitié de terrain tunisienne avant d'avancer et de passer le ballon à Romelu Lukaku. Lukaku tire ensuite une frappe basse sur Farouk Ben Mustapha dans le coin inférieur droit. Le coup franc de la gauche de Wahbi Khazri est accueilli par Dylan Bronn, qui décoche une tête devant Thibaut Courtois. Thomas Meunier trouve Lukaku à l'intérieur de la zone, qu'il écrase sur Ben Mustapha qui se précipite. La longue passe de Toby Alderweireld de la défense est prise sur la poitrine par Hazard, qui contourne ensuite Ben Mustapha pour frapper dans un filet vide. Michy Batshuayi rencontre le centre de Youri Tielemans au deuxième poteau d'une demi-volée contrôlée pour marquer le cinquième but de la Belgique. Khazri marque profondément dans le temps d'arrêt après un pivot dans la surface.

Pour la Tunisie, c'est la pire défaite de son histoire en coupe du monde.
| Match 29                                                 | Belgique | 5 - 2   | Tunisie                                                               | Stade du Spartak, Moscou                      |                                               |
| 23 juin 2018 · 15:00 (UTC+3) · Historique des rencontres | Eden Hazard 6e (pen.) · ( Dries Mertens) Romelu Lukaku 16e · ( Thomas Meunier) Romelu Lukaku 45+3e · ( Toby Alderweireld) Eden Hazard 51e · ( Youri Tielemans) Michy Batshuayi 90e | (3 - 1) | 18e Dylan Bronn (Wahbi Khazri ) · 90+3e Wahbi Khazri (Hamdi Nagguez ) | Spectateurs : 44 190 Arbitrage : Jair Marrufo | Spectateurs : 44 190 Arbitrage : Jair Marrufo |
| 23 juin 2018 · 15:00 (UTC+3) · Historique des rencontres | Rapport |         |                                                                       | Spectateurs : 44 190 Arbitrage : Jair Marrufo | Spectateurs : 44 190 Arbitrage : Jair Marrufo |

| Belgique | Tunisie |

| BELGIQUE :       |    |                   |  |     |
|                  |    |                   |  |     |
| Gardien de but   | 01 | Thibaut Courtois  |  |     |
|                  | 02 | Toby Alderweireld |  |     |
|                  | 20 | Dedryck Boyata    |  |     |
|                  | 05 | Jan Vertonghen    |  |     |
|                  | 15 | Thomas Meunier    |  |     |
|                  | 07 | Kevin De Bruyne   |  |     |
|                  | 06 | Axel Witsel       |  |     |
|                  | 11 | Yannick Carrasco  |  |     |
|                  | 14 | Dries Mertens     |  | 86e |
|                  | 09 | Romelu Lukaku     |  | 59e |
|                  | 10 | Eden Hazard       |  | 68e |
| Remplaçants :    |    |                   |  |     |
|                  | 08 | Marouane Fellaini |  | 59e |
|                  | 21 | Michy Batshuayi   |  | 68e |
|                  | 17 | Youri Tielemans   |  | 86e |
| Sélectionneur :  |    |                   |  |     |
| Roberto Martínez |    |                   |  |     |

| TUNISIE :       |    |                         |     |     |
|                 |    |                         |     |     |
| Gardien de but  | 01 | Farouk Ben Mustapha     |     |     |
|                 | 11 | Dylan Bronn             |     | 24e |
|                 | 02 | Syam Ben Youssef        |     | 41e |
|                 | 04 | Yassine Meriah          |     |     |
|                 | 12 | Ali Maaloul             |     |     |
|                 | 07 | Saîf-Eddine Khaoui      |     |     |
|                 | 17 | Ellyes Skhiri           |     |     |
|                 | 13 | Ferjani Sassi           | 14e | 59e |
|                 | 08 | Fakhreddine Ben Youssef |     |     |
|                 | 10 | Wahbi Khazri            |     |     |
|                 | 09 | Anice Badri             |     |     |
| Remplaçants :   |    |                         |     |     |
|                 | 21 | Hamdi Nagguez           |     | 24e |
|                 | 03 | Yohan Benalouane        |     | 41e |
|                 | 23 | Naïm Sliti              |     | 59e |
| Sélectionneur : |    |                         |     |     |
| Nabil Maâloul   |    |                         |     |     |

| Assistants : Corey Rockwell Juan Zumba Quatrième arbitre : Andrés Cunha Cinquième arbitre : Nicolás Tarán Arbitre vidéo : Mark Geiger Assistants arbitre vidéo : Bastian Dankert Joe Fletcher Felix Zwayer Homme du match : Eden Hazard |

### Panama - Tunisie

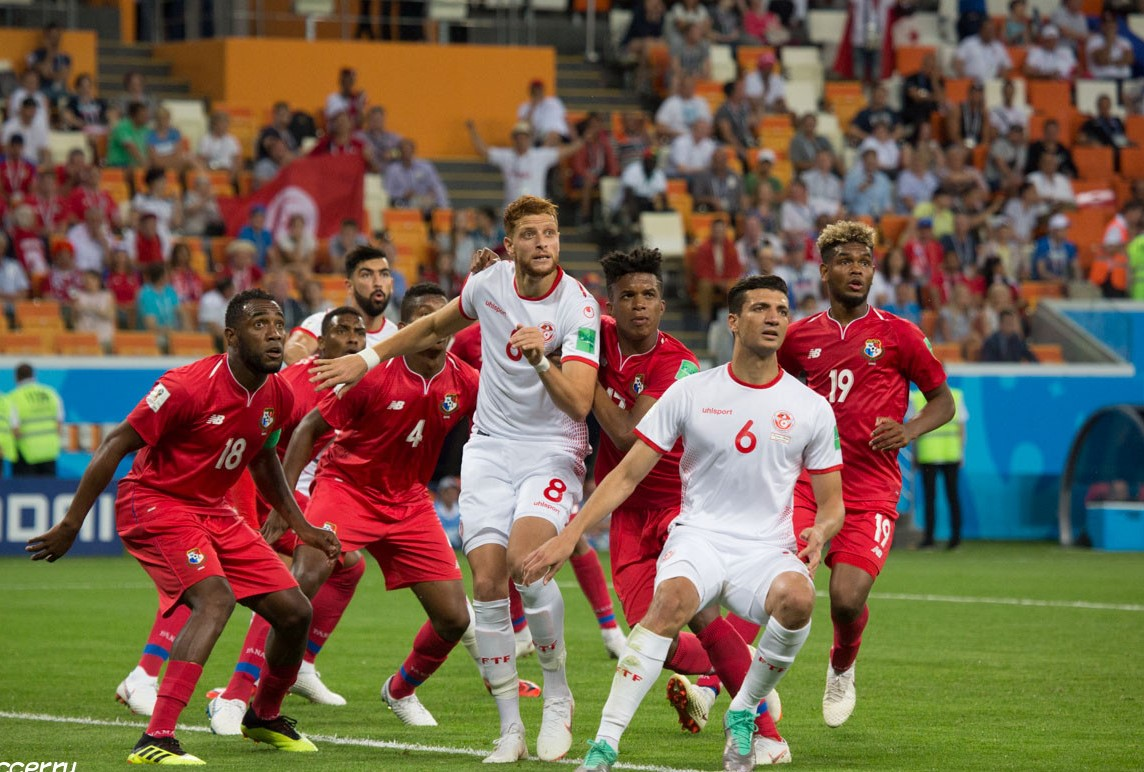
Tunisie-Panama lors de la coupe du monde 2018.

Le dernier match contre le Panama se conclut sur une victoire tunisienne (2-1). Le Panama prend l'avantage à la 33e minute, après qu'un tir de José Rodríguez de l'extérieur de la surface de réparation ait été dévié par Yassine Meriah et se soit blotti au fond des filets. À la 51e minute, Naïm Sliti trouve Wahbi Khazri sur la droite et le centre bas de ce dernier est transformé par Fakhreddine Ben Youssef à seulement six mètres. À la 66e minute, Khazri termine un centre de la gauche d'Oussama Haddadi à bout portant au deuxième poteau. La Tunisie remporte un match de coupe du monde pour la première fois en quarante ans, depuis sa victoire (3-1) sur le Mexique en 1978.
| Match 46                                                 | Panama                   | 1 - 2   | Tunisie                                                                           | Stade de Mordovie, Saransk                       |                                                  |
| 28 juin 2018 · 21:00 (UTC+3) · Historique des rencontres | Yassine Meriah 33e (csc) | (1 - 0) | 51e Fakhreddine Ben Youssef (Wahbi Khazri ) · 66e Wahbi Khazri (Oussama Haddadi ) | Spectateurs : 37 168 Arbitrage : Nawaf Shukralla | Spectateurs : 37 168 Arbitrage : Nawaf Shukralla |
| 28 juin 2018 · 21:00 (UTC+3) · Historique des rencontres | Rapport                  |         |                                                                                   | Spectateurs : 37 168 Arbitrage : Nawaf Shukralla | Spectateurs : 37 168 Arbitrage : Nawaf Shukralla |

| Panama | Tunisie |

| PANAMA :           |    |                     |       |     |
|                    |    |                     |       |     |
| Gardien de but     | 01 | Jaime Penedo        |       |     |
|                    | 13 | Adolfo Machado      |       |     |
|                    | 05 | Román Torres        |       | 56e |
|                    | 04 | Fidel Escobar       |       |     |
|                    | 17 | Luis Ovalle         |       |     |
|                    | 06 | Gabriel Gómez       | 80e   |     |
|                    | 20 | Aníbal Godoy        |       |     |
|                    | 19 | Ricardo Ávila       | 78e   | 81e |
|                    | 08 | Édgar Bárcenas      |       |     |
|                    | 21 | José Luis Rodríguez |       |     |
|                    | 09 | Gabriel Torres      |       | 46e |
| Remplaçants :      |    |                     |       |     |
|                    | 03 | Harold Cummings     |       | 46e |
|                    | 18 | Luis Tejada         | 90+6e | 56e |
|                    | 16 | Abdiel Arroyo       |       | 81e |
| Sélectionneur :    |    |                     |       |     |
| Hernán Darío Gómez |    |                     |       |     |

| TUNISIE :       |    |                         |       |     |
|                 |    |                         |       |     |
| Gardien de but  | 16 | Aymen Mathlouthi        |       |     |
|                 | 21 | Hamdi Nagguez           |       |     |
|                 | 06 | Rami Bedoui             |       |     |
|                 | 04 | Yassine Meriah          |       |     |
|                 | 05 | Oussama Haddadi         |       |     |
|                 | 13 | Ferjani Sassi           | 44e   | 46e |
|                 | 17 | Ellyes Skhiri           |       |     |
|                 | 20 | Ghailene Chaalali       | 90+3e |     |
|                 | 08 | Fakhreddine Ben Youssef |       |     |
|                 | 10 | Wahbi Khazri            |       | 89e |
|                 | 23 | Naïm Sliti              |       | 77e |
| Remplaçants :   |    |                         |       |     |
|                 | 09 | Anice Badri             | 71e   | 46e |
|                 | 15 | Ahmed Khalil            |       | 77e |
|                 | 18 | Bassem Srarfi           |       | 89e |
| Sélectionneur : |    |                         |       |     |
| Nabil Maâloul   |    |                         |       |     |

| Assistants : Yaser Tulefat Taleb Al Maari Quatrième arbitre : Mehdi Abid Charef Cinquième arbitre : Hiroshi Yamauchi Arbitre vidéo : Tiago Martins Assistants arbitre vidéo : Abdulrahman Al-Jassim Marvin Torrentera Sandro Ricci Homme du match : Fakhreddine Ben Youssef |

## Statistiques

### Temps de jeu
| Joueur                  | |    |    | TT | But inscrit | Passe décisive | MJ | MT | Légende |
| ----------------------- | --- | -- | -- | -- | ----------- | -------------- | -- | -- | ------- |
| Gardiens                | Abréviations et symboles : · TT : Total de minutes jouées · MJ : Nombre de matchs joués · MT : Matchs joués en tant que titulaire · : but · : joueur entré · : joueur remplacé · : capitaine · : carton jaune · : carton rouge · |    |    |    |             |                |    |    |         |
| Farouk Ben Mustapha     | Abréviations et symboles : · TT : Total de minutes jouées · MJ : Nombre de matchs joués · MT : Matchs joués en tant que titulaire · : but · : joueur entré · : joueur remplacé · : capitaine · : carton jaune · : carton rouge · | 74 | 90 | -  | 164         | -              | -  | 2  | 1       |
| Aymen Mathlouthi        | Abréviations et symboles : · TT : Total de minutes jouées · MJ : Nombre de matchs joués · MT : Matchs joués en tant que titulaire · : but · : joueur entré · : joueur remplacé · : capitaine · : carton jaune · : carton rouge · | -  | -  | 90 | 90          | -              | -  | 1  | 1       |
| Mouez Hassen            | Abréviations et symboles : · TT : Total de minutes jouées · MJ : Nombre de matchs joués · MT : Matchs joués en tant que titulaire · : but · : joueur entré · : joueur remplacé · : capitaine · : carton jaune · : carton rouge · | 16 | -  | -  | 16          | -              | -  | 1  | 1       |
| Défenseurs              | Abréviations et symboles : · TT : Total de minutes jouées · MJ : Nombre de matchs joués · MT : Matchs joués en tant que titulaire · : but · : joueur entré · : joueur remplacé · : capitaine · : carton jaune · : carton rouge · |    |    |    |             |                |    |    |         |
| Syam Ben Youssef        | Abréviations et symboles : · TT : Total de minutes jouées · MJ : Nombre de matchs joués · MT : Matchs joués en tant que titulaire · : but · : joueur entré · : joueur remplacé · : capitaine · : carton jaune · : carton rouge · | 90 | 41 | -  | 131         | -              | -  | 2  | 2       |
| Yohan Benalouane        | Abréviations et symboles : · TT : Total de minutes jouées · MJ : Nombre de matchs joués · MT : Matchs joués en tant que titulaire · : but · : joueur entré · : joueur remplacé · : capitaine · : carton jaune · : carton rouge · | -  | 49 | -  | 49          | -              | -  | 1  | -       |
| Yassine Meriah          | Abréviations et symboles : · TT : Total de minutes jouées · MJ : Nombre de matchs joués · MT : Matchs joués en tant que titulaire · : but · : joueur entré · : joueur remplacé · : capitaine · : carton jaune · : carton rouge · | 90 | 90 | 90 | 270         | -              | -  | 3  | 3       |
| Oussama Haddadi         | Abréviations et symboles : · TT : Total de minutes jouées · MJ : Nombre de matchs joués · MT : Matchs joués en tant que titulaire · : but · : joueur entré · : joueur remplacé · : capitaine · : carton jaune · : carton rouge · | -  | -  | 90 | 90          | -              | 1  | 1  | 1       |
| Rami Bedoui             | Abréviations et symboles : · TT : Total de minutes jouées · MJ : Nombre de matchs joués · MT : Matchs joués en tant que titulaire · : but · : joueur entré · : joueur remplacé · : capitaine · : carton jaune · : carton rouge · | -  | -  | 90 | 90          | -              | -  | 1  | 1       |
| Dylan Bronn             | Abréviations et symboles : · TT : Total de minutes jouées · MJ : Nombre de matchs joués · MT : Matchs joués en tant que titulaire · : but · : joueur entré · : joueur remplacé · : capitaine · : carton jaune · : carton rouge · | 90 | 24 | -  | 114         | 1              | -  | 2  | 2       |
| Ali Maaloul             | Abréviations et symboles : · TT : Total de minutes jouées · MJ : Nombre de matchs joués · MT : Matchs joués en tant que titulaire · : but · : joueur entré · : joueur remplacé · : capitaine · : carton jaune · : carton rouge · | 90 | 90 | -  | 180         | -              | -  | 2  | 2       |
| Hamdi Nagguez           | Abréviations et symboles : · TT : Total de minutes jouées · MJ : Nombre de matchs joués · MT : Matchs joués en tant que titulaire · : but · : joueur entré · : joueur remplacé · : capitaine · : carton jaune · : carton rouge · | -  | 66 | 90 | 156         | -              | 1  | 2  | 1       |
| Milieux                 | Abréviations et symboles : · TT : Total de minutes jouées · MJ : Nombre de matchs joués · MT : Matchs joués en tant que titulaire · : but · : joueur entré · : joueur remplacé · : capitaine · : carton jaune · : carton rouge · |    |    |    |             |                |    |    |         |
| Saîf-Eddine Khaoui      | Abréviations et symboles : · TT : Total de minutes jouées · MJ : Nombre de matchs joués · MT : Matchs joués en tant que titulaire · : but · : joueur entré · : joueur remplacé · : capitaine · : carton jaune · : carton rouge · | -  | 90 | -  | 90          | -              | -  | 1  | 1       |
| Wahbi Khazri            | Abréviations et symboles : · TT : Total de minutes jouées · MJ : Nombre de matchs joués · MT : Matchs joués en tant que titulaire · : but · : joueur entré · : joueur remplacé · : capitaine · : carton jaune · : carton rouge · | 85 | 90 | 89 | 264         | 2              | 2  | 3  | 3       |
| Ferjani Sassi           | Abréviations et symboles : · TT : Total de minutes jouées · MJ : Nombre de matchs joués · MT : Matchs joués en tant que titulaire · : but · : joueur entré · : joueur remplacé · : capitaine · : carton jaune · : carton rouge · | 90 | 59 | 46 | 195         | 1              | -  | 3  | 3       |
| Mohamed Amine Ben Amor  | Abréviations et symboles : · TT : Total de minutes jouées · MJ : Nombre de matchs joués · MT : Matchs joués en tant que titulaire · : but · : joueur entré · : joueur remplacé · : capitaine · : carton jaune · : carton rouge · | 16 | -  | -  | 16          | -              | -  | 1  | -       |
| Ahmed Khalil            | Abréviations et symboles : · TT : Total de minutes jouées · MJ : Nombre de matchs joués · MT : Matchs joués en tant que titulaire · : but · : joueur entré · : joueur remplacé · : capitaine · : carton jaune · : carton rouge · | -  | -  | 13 | 13          | -              | -  | 1  | -       |
| Ellyes Skhiri           | Abréviations et symboles : · TT : Total de minutes jouées · MJ : Nombre de matchs joués · MT : Matchs joués en tant que titulaire · : but · : joueur entré · : joueur remplacé · : capitaine · : carton jaune · : carton rouge · | 90 | 90 | 90 | 270         | -              | -  | 3  | 3       |
| Ghailene Chaalali       | Abréviations et symboles : · TT : Total de minutes jouées · MJ : Nombre de matchs joués · MT : Matchs joués en tant que titulaire · : but · : joueur entré · : joueur remplacé · : capitaine · : carton jaune · : carton rouge · | -  | -  | 90 | 90          | -              | -  | 1  | 1       |
| Attaquants              | Abréviations et symboles : · TT : Total de minutes jouées · MJ : Nombre de matchs joués · MT : Matchs joués en tant que titulaire · : but · : joueur entré · : joueur remplacé · : capitaine · : carton jaune · : carton rouge · |    |    |    |             |                |    |    |         |
| Fakhreddine Ben Youssef | Abréviations et symboles : · TT : Total de minutes jouées · MJ : Nombre de matchs joués · MT : Matchs joués en tant que titulaire · : but · : joueur entré · : joueur remplacé · : capitaine · : carton jaune · : carton rouge · | 90 | 90 | 90 | 270         | 1              | -  | 3  | 3       |
| Anice Badri             | Abréviations et symboles : · TT : Total de minutes jouées · MJ : Nombre de matchs joués · MT : Matchs joués en tant que titulaire · : but · : joueur entré · : joueur remplacé · : capitaine · : carton jaune · : carton rouge · | 90 | 90 | 44 | 224         | -              | -  | 3  | 2       |
| Bassem Srarfi           | Abréviations et symboles : · TT : Total de minutes jouées · MJ : Nombre de matchs joués · MT : Matchs joués en tant que titulaire · : but · : joueur entré · : joueur remplacé · : capitaine · : carton jaune · : carton rouge · | -  | -  | 1  | 1           | -              | -  | 1  | -       |
| Saber Khalifa           | Abréviations et symboles : · TT : Total de minutes jouées · MJ : Nombre de matchs joués · MT : Matchs joués en tant que titulaire · : but · : joueur entré · : joueur remplacé · : capitaine · : carton jaune · : carton rouge · | 5  | -  | -  | 5           | -              | -  | 1  | -       |
| Naïm Sliti              | Abréviations et symboles : · TT : Total de minutes jouées · MJ : Nombre de matchs joués · MT : Matchs joués en tant que titulaire · : but · : joueur entré · : joueur remplacé · : capitaine · : carton jaune · : carton rouge · | 74 | 31 | 77 | 182         | -              | -  | 3  | 2       |
| Total                   | Abréviations et symboles : · TT : Total de minutes jouées · MJ : Nombre de matchs joués · MT : Matchs joués en tant que titulaire · : but · : joueur entré · : joueur remplacé · : capitaine · : carton jaune · : carton rouge · |    |    |    |             |                |    |    |         |
| Équipe de Tunisie       | Abréviations et symboles : · TT : Total de minutes jouées · MJ : Nombre de matchs joués · MT : Matchs joués en tant que titulaire · : but · : joueur entré · : joueur remplacé · : capitaine · : carton jaune · : carton rouge · | 90 | 90 | 90 | 270         | 5              | 4  | 3  | -       |

| Buts  | Joueurs                 | Adversaires      |
| ----- | ----------------------- | ---------------- |
| 2     | Wahbi Khazri            | Belgique, Panama |
| 1     | Ferjani Sassi           | Angleterre       |
| 1     | Dylan Bronn             | Belgique         |
| 1     | Fakhreddine Ben Youssef | Panama           |
| Total | 5 buts                  | 5 buts           |

| Passes | Joueurs            | Adversaires        |
| ------ | ------------------ | ------------------ |
| 2      | Wahbi Khazri       | Belgique, Panama   |
| 1      | Hamdi Nagguez      | Belgique           |
| 1      | Oussama Haddadi    | Panama             |
| Total  | 4 passes décisives | 4 passes décisives |